# 22 Bishopsgate
22 Bishopsgate, také známý jako Twentytwo, je komerční mrakodrap v Londýně, Spojeném království. Dokončen byl v roce 2020, zaujímá prominentní místo v Bishopsgate ve finanční čtvrti City of London. Je vysoký 288 m (912 ft) a má 64 podlaží nad zemí a 3 v podzemí. Projekt nahrazuje dřívější plán na 288 m (945 ft) vysokou věž s názvem The Pinnacle, jejíž stavba byla zahájena v roce 2008, ale v roce 2012 byla po velké recesi pozastavena, přičemž bylo postaveno pouze betonové jádro prvních sedmi pater. Později byla stavba přestavěna a stala se známou pod poštovní adresou 22 Bishopsgate. Je to druhá nejvyšší budova ve Spojeném království a sedmnáctá nejvyšší budova v Evropě.
Podle původních plánů se měl The Pinnacle stát druhou nejvyšší budovou ve Spojeném království i v Evropské unii hned po mrakodrapuThe Shard. Společnost Economic Development Corporation of Saudi Arabia a její manažer rozvoje, společnost Arab Investments, která stavbu z velké části financovala, do ní investovaly 500 milionů liber výměnou za většinový podíl na stavbě. Stavba však byla pozastavena z důvodu nedostatku dalších finančních prostředků a závazků na pronájem.
V roce 2013 byla dokončena revize návrhu stavebního projektu, kterou provedli původní architekti architektonické firmy Kohn Pedersen Fox, zástupci CBRE a developeři, přičemž exteriér budovy ve stylu „helter skelter“ bude zachován. V roce 2015 byl areál prodán konsorciu vedenému společností Axa Real Estate a před podáním žádosti o stavební povolení byl k veřejné konzultaci předložen nový návrh s jednodušším exteriérem, který nakonec vyloučil nákladný tvar „helter skelter“.
V dubnu 2016 bylo potvrzeno, že realitní společnost Lipton Rogers a její partner ve společném podniku, Axa IM – Real Assets, dokončí v roce 2019 výstavbu v hodnotě 1 miliardy liber. Budova měla být v té době se svými 278 metry nejvyšší v londýnské City a kvůli možné ztrátě světla pro okolní budovy se proti výstavbě objevily námitky z několika stran. Londýnská radnice však povolení udělila po zvážení potenciálních přínosů výstavby budovy, včetně rozšíření dalších podlahových ploch v oblasti a vytvoření nových pracovních míst.
V roce 2017 byly schváleny plány, které budovu přepracovaly a snížily její výšku na 255 m kvůli obavám, že by jeřáby použité na její stavbu mohly zasahovat do letových tras nedalekého letiště London City.  Tyto plány však byly staženy poté, co byl schválen předchozí 278metrový návrh.

## Původní plán adesign
Autorem projektu The Pinnacle byla architektonická kancelář Kohn Pedersen Fox a developerem fond spravující společnost Union Investment. Výška věže byla původně navržena na 307 m (1007 ft), ale po námitkách Civil Aviation Authority byla snížena na 288 m. Upravený návrh zahrnoval přibližně 88 000 m2 (947 200 ft2) kancelářských ploch.
Bishopsgate Tower, jak byl projekt poprvé nazýván, byl předložen k žádosti o stavební povolení v červnu 2005 a schválen v dubnu 2006. Točivá konstrukce střechy a vlnité vzory na fasádě vycházely z různých organických tvarů v přírodě, jako jsou pásovci, houby a mušle, a vedly k tomu, že budova dostala přezdívku „Helter Skelter“. V horních patrech měly být restaurace a nejvyšší veřejná vyhlídková plošina ve Spojeném království. 
Úvodní design Pinnacle také počítal s větším počtem solárních panelů než jakákoli jiná budova v zemi - 2 000 m2 fotovoltaických článků, schopných generovat až 200 kW elektřiny. Měla mít také dvouvrstvý plášť, podobně jako nedaleká budova ve tvaru okurky 30 St Mary Axe, který by jí umožňoval dynamicky reagovat na klimatické změny a využívat účinnou kontrolu klimatu s nízkou spotřebou energie. Kvůli kontrole nákladů na výstavbu by každý panel na věži měl mít přesně stejnou velikost.
V srpnu 2006 zahájila společnost Keltbray na staveništi zkušební pilotáž. V listopadu 2006 začala demolice menší ze dvou stávajících budov. V únoru 2007 bylo oznámeno, že Bishopsgate Tower koupila společnost Arab Investments a že stavba bude přejmenována na The Pinnacle.
V květnu 2007 bylo oznámeno, že bylo zajištěno plné financování a že The Pinnacle bude zřejmě postaven spekulativně.  V červnu 2007 byla zahájena demolice větší ze dvou stávajících budov na pozemku Crosby Court.
V srpnu 2007 podepsala společnost Arab Investments smlouvu s Multiplexem o výstavbě věže.

## Udržitelnost
Projekt 22 Bishopsgate klade velký důraz na udržitelnost a ekologickou odpovědnost. Budova získala různé certifikáty v oblasti energetické účinnosti a udržitelnosti, včetně BREEAM Excellent rating. V environmentální, sociální a správní politice 22 Bishopsgate a správy ESG se uvádí, že budova byla navržena tak, aby byla optimálně udržitelná. Vedení budovy si klade za cíl omezit plýtvání a spotřebu energie v rámci rozsáhlé struktury, včetně péče o to, co nakupuje, protože budova je obsazena nájemníky: „Tým 22 pracuje podle souboru principů oběhového hospodářství a inovativní logistiky, postavených tak, aby omezovaly odpad a měly co nejmenší dopad na prostor kolem nás.“ 

## Demolice předchozích budov

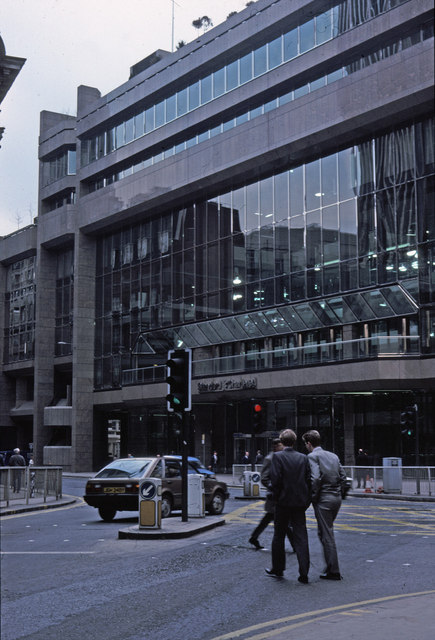
Jedna ze dvou předchozích budov na místě, na snímku krátce po otevření v roce 1986. Crosby Court na 38 Bishopsgate, na křižovatce s Threadneedle Street, byla kdysi sídlem Standard Chartered.

Demolice původního objektu začala v polovině roku 2007.  Dokončení bylo naplánováno na únor 2008, ale kvůli soudnímu příkazu, který v prosinci 2007 vyhrála pojišťovna Hiscox se sídlem v sousedním Great St. Helen's, bylo odloženo na duben 2008. Společnost si stěžovala na hluk způsobený pracemi. Soudní příkaz získaný společností Hiscox Syndicates & Another proti společnosti The Pinnacle Ltd & Others v lednu 2008 poskytl ochranu ve třech bodech:
1. ochrana práva přístupu k vjezdu na parkoviště z náměstí Crosby Square;
2. ochrana před vniknutím vody;
3. ochrana před vibracemi prostřednictvím nastavených limitů PPV (špičková hodnota částic) v určitou dobu během pracovního dne.

Soudní příkaz byl úspěšně změněn při soudním jednání v červnu 2008. Žádosti o změnu podmínek soudního příkazu v souvislosti s přístupem bylo vyhověno a Technologický a stavební soud vydal nový příkaz.
Alternativní přístup přes pozemek zajistil zachování přístupu k vjezdu na parkoviště, zatímco demolice nad dálnicí a v jejím sousedství pokračovala.
Demolice byla dokončena v červnu 2008. 

## Počáteční stavba
Koncem května 2008 se na staveništi připravoval mobilní jeřáb a pilotovací věž.  Bylo oznámeno, že advokátní kancelář Davies Arnold Cooper bude mít 7 400 m2 (80 000 ft2) kancelářských ploch, a následně byla pronajata restaurace, která měla být na vrcholu věže. Stavba věže byla ve výstavbě a do země již byly zapuštěny ocelové výztužné klece, které tvořily část pilotů držící váhu věže. V listopadu 2008 byla na místě uvedena do provozu další pilotovací souprava a také ocelové desky pro piloty.
Do března 2009 byly položeny dosud největší piloty ve Velké Británii (předchozím rekordmanem byla kancelářská budova Moor House se základy hlubokými 57 m, které byly do této hloubky zabudovány až v roce 2002, aby pod nimi mohl nakonec projít železniční most Crossrail). Piloty byly zapuštěny 48,5 m pod hladinou moře a 65,5 m pod terén (o 8,5 m překonaly hloubku Moor House).
V létě 2009 bylo dokončeno pilotování a dělníci začali hloubit výkopy, aby mohli zahájit výstavbu suterénů. První jeřábová základna byla postavena v říjnu 2009.
V červnu 2011 společnost Arab Investments oznámila, že zajistila chybějících téměř 500 milionů liber, což znamenalo, že stavební práce mohly pokračovat. V prosinci 2011 jádro dosáhlo šestého patra. Úvěr ve výši 140 milionů liber poskytla banka HSH Nordbank, věřitel se sídlem v Hamburku, který byl následně třikrát prodloužen.
V březnu 2012 byl projekt zastaven do začátku roku 2013 kvůli problémům s předpronájmem. V prosinci 2012 se na základě dohody nabídnuté společností Arab Investments dodavateli Brookfield Multiplex otevřela cestu k obnovení výstavby „potenciálně velmi brzy“. V únoru 2013 však bylo oznámeno, že částečně postavený mrakodrap by mohl být zbořen a znovu postaven od nuly na základě levnějšího schématu. Následující měsíc se ukázalo, že několik architektů předložilo nabídky na přepracování The Pinnacle, včetně Kena Shuttlewortha, spoludesignéra projektu 30 St Mary Axe.
V dubnu 2013 bylo navrženo, aby stavbaThe Pinnacle nebyla podle původního návrhu obnovena. V prosince 2013 však byly po rozsáhlém přezkoumání návrhu provedeny úpravy vnitřních půdorysů interiéru, ale nákladný exteriér byl zachován bez významných změn.

## Prodej a změna designu
V únoru 2015 pozemek získalo konsorcium vedené společností Axa Real Estate v hodnotě 550 milionů liber. Budova byla kompletně přestavěna a v létě 2015 byla po konzultacích podána nová žádost o stavební povolení. Tato žádost byla schválena v listopadu 2015. Betonové centrální jádro původního návrhu bylo do prosince 2015 zcela odstraněno a v lednu 2016 byla zahájena výstavba nové budovy.
Nová budova, přejmenovaná na 22 Bishopsgate, byla naplánována na výšku 278 m (912 ft) s 62 podlažími. Odhaduje se, že věž poskytne přibližně 120 000 m2 (1 291 700 ft2) kancelářských prostor a 4 000 m2 (43 100 ft2) ploch pro restaurace, maloobchodní prodejny a vyhlídkové galerie.
Během kampaně před referendem o vystoupení z EU developerská společnost Axa uvedla, že se sice „zavázala k výstavbě“, ale v případě kladného hlasování o vystoupení z EU může „přehodnotit možnosti“.  V 7. patře budovy se nachází coworkingové prostory se stoly, zasedacími místnostmi, telefonními budkami a prostorem pro pořádání akcí.
V listopadu 2016 byla předložena nová žádost o stavební povolení, která mírně změnila design navrhované budovy a snížila její výšku o 23 m na 59 podlaží, aby umožnila „čistší a elegantnější řešení horní části budovy v kontextu omezení kontroly letového provozu“.  Žádost byla schválena v únoru 2017.  Tyto plány však byly staženy, přičemž developer potvrdil, že projekt o 62 patrech a výšce 278 m bude realizován.

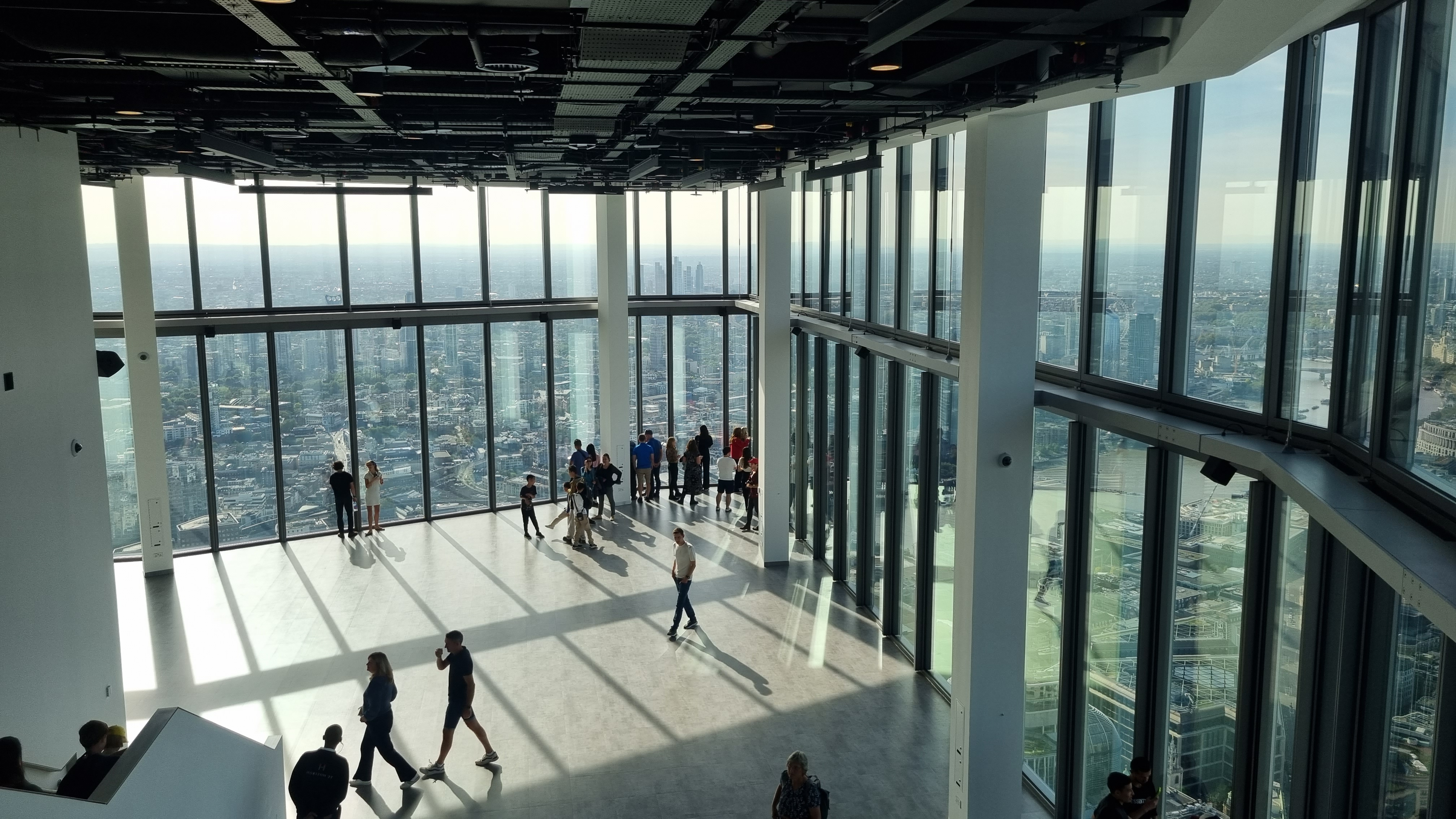
"Horizon 22", vyhlídková galerie na 22 Bishopsgate

## První nájemci a zařízení
Budova byla navržena s důrazem na pohodu a zdraví nájemníků, což se odráží v řadě jejích funkcí a vybavení. 22 Bishopsgate je multifunkční budova s 62 podlažími, z nichž většinu tvoří kancelářské prostory pronajaté různým společnostem. Budova je vybavena moderními technologiemi, které podporují chytré řízení budovy a poskytují nájemcům vysoce kvalitní pracovní prostředí. Patří sem například pokročilé systémy pro správu budovy, vysokorychlostní internetové připojení a inteligentní osvětlení. Kromě toho se v budově nachází cyklistický park pro více než 1000 jízdních kol, potravinový obchod, veřejná tělocvična (jejíž součástí je prosklená lezecká stěna s výhledem na Londýn) a bezplatná veřejná vyhlídková galerie v 58. patře; nejvýše položená vyhlídková galerie ve Velké Británii a nejvýše položená bezplatná vyhlídková galerie v Evropě.   22 Bishopsgate je ikonickou součástí londýnského panoramatu a příkladem moderní architektury a inovativního přístupu k výstavbě komerčních prostor.

## Galerie

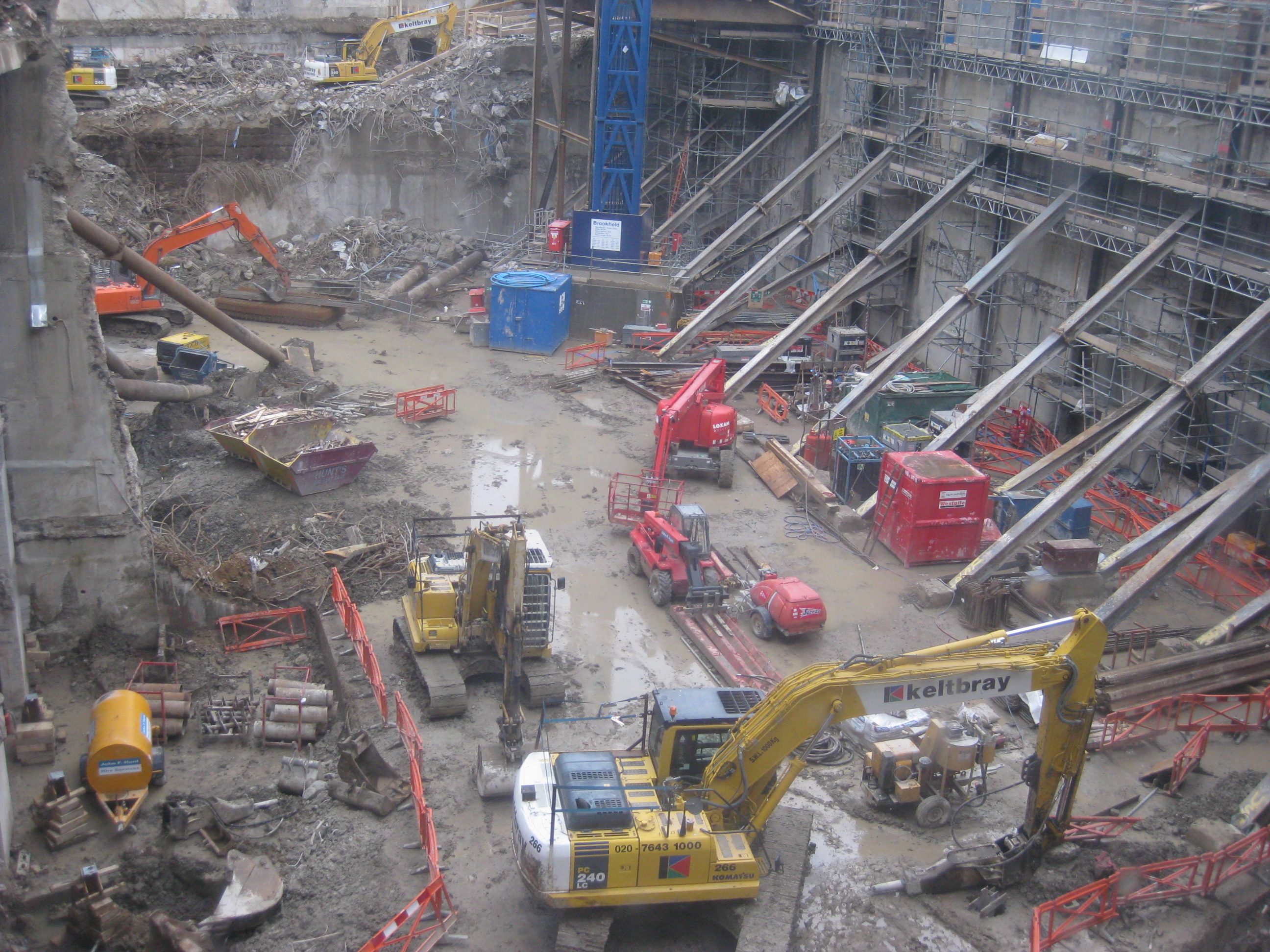
Pinnacle, prosinec 2009
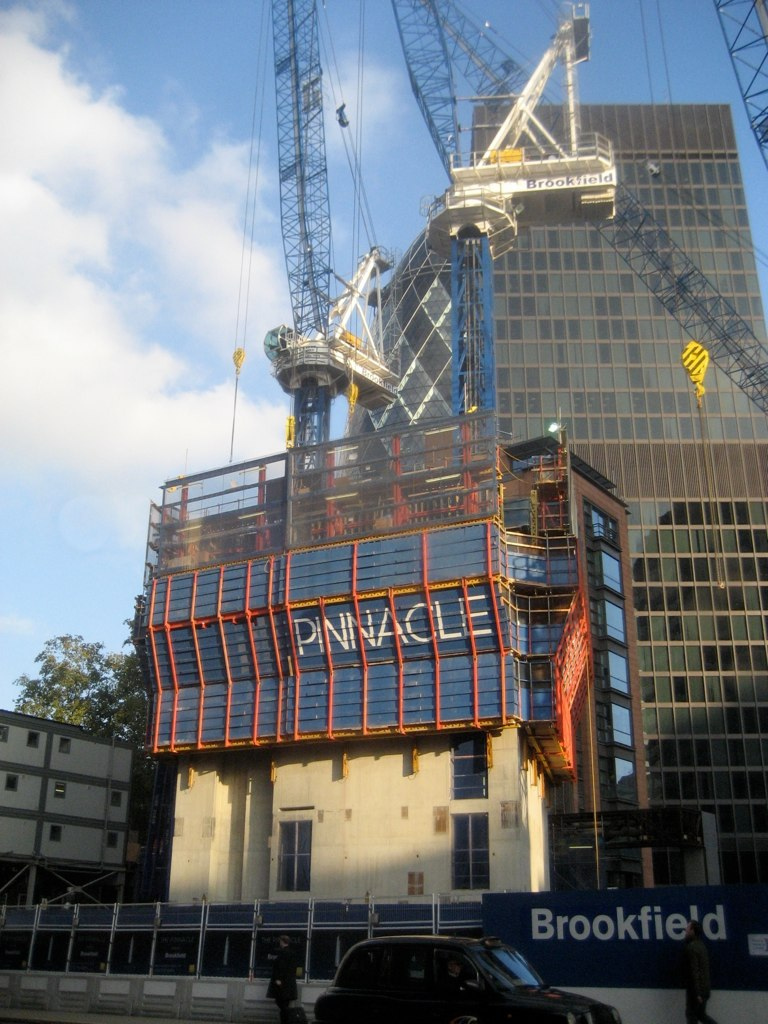
Pinnacle, listopad 2010
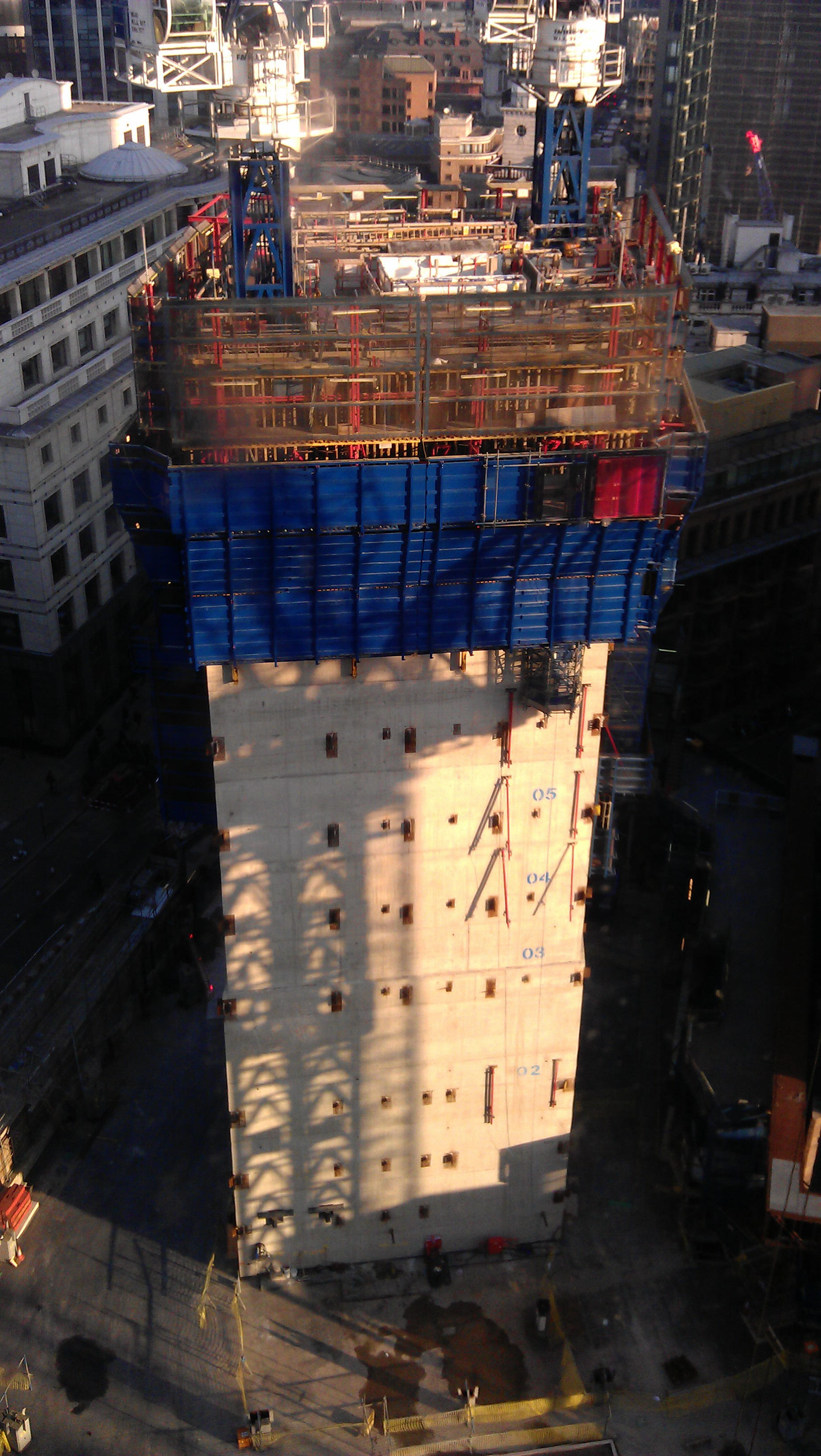
Pinnacle, únor 2012
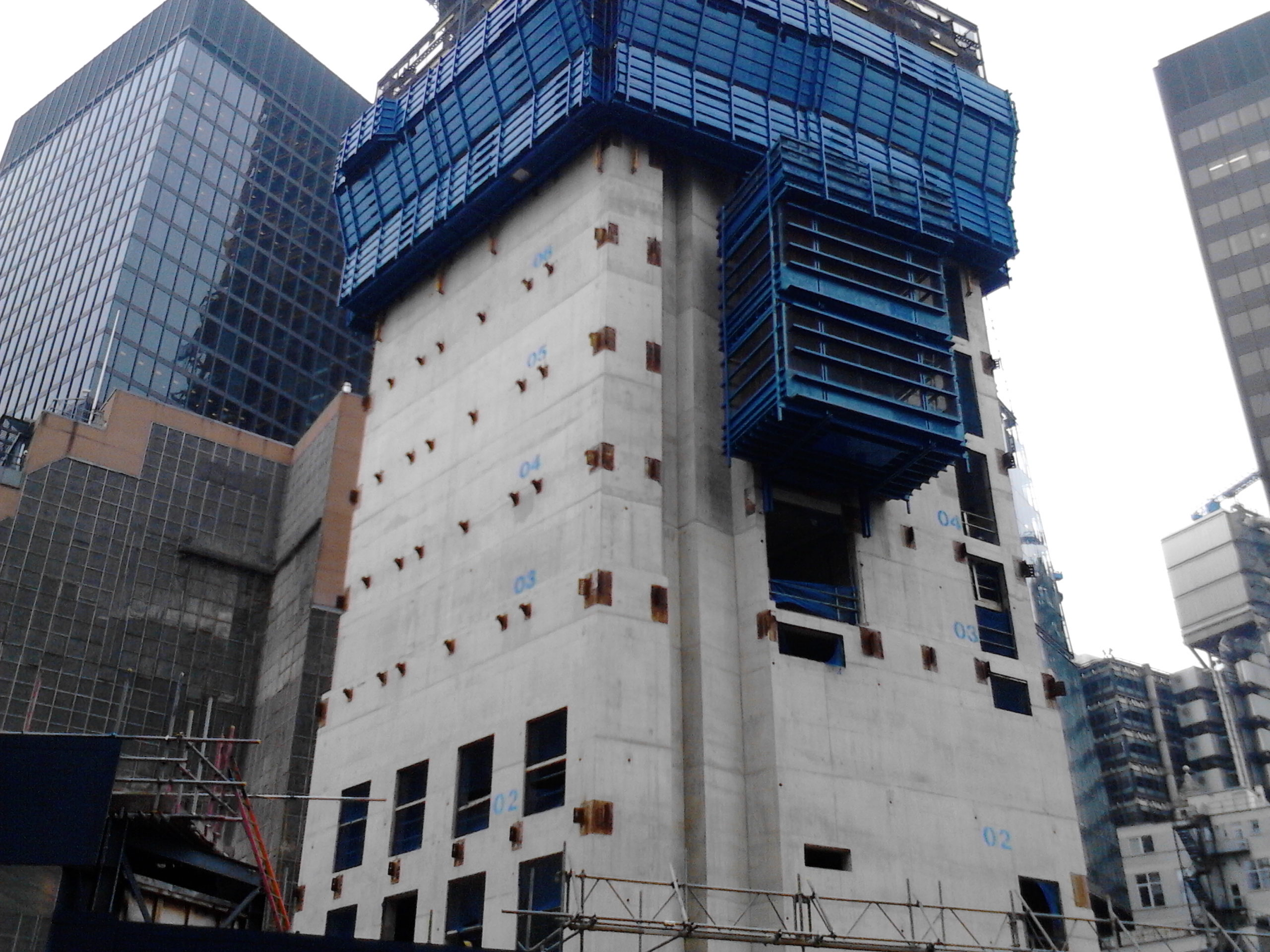
Pinnacle, březen 2013
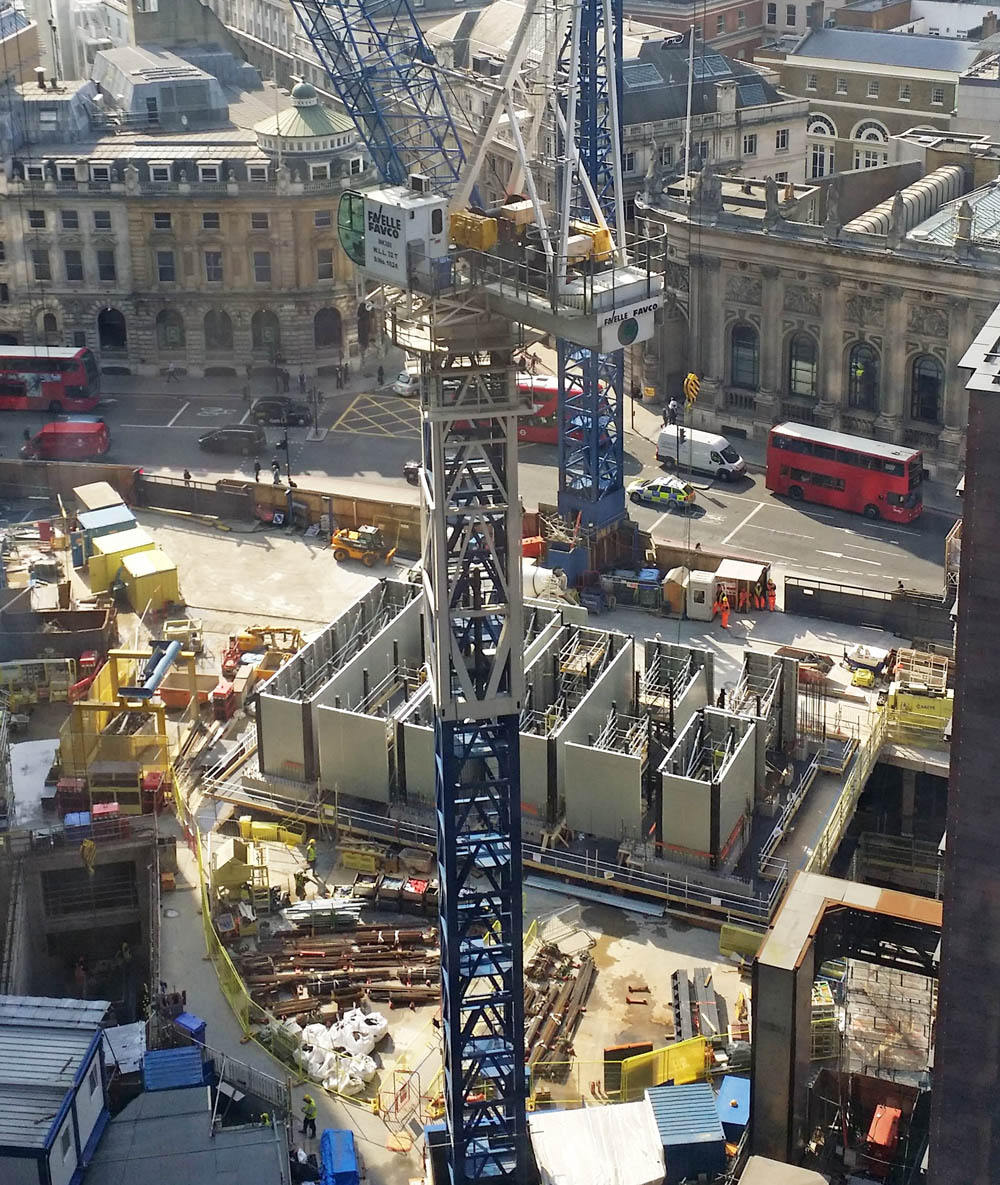
22 Bishopsgate, květen 2016
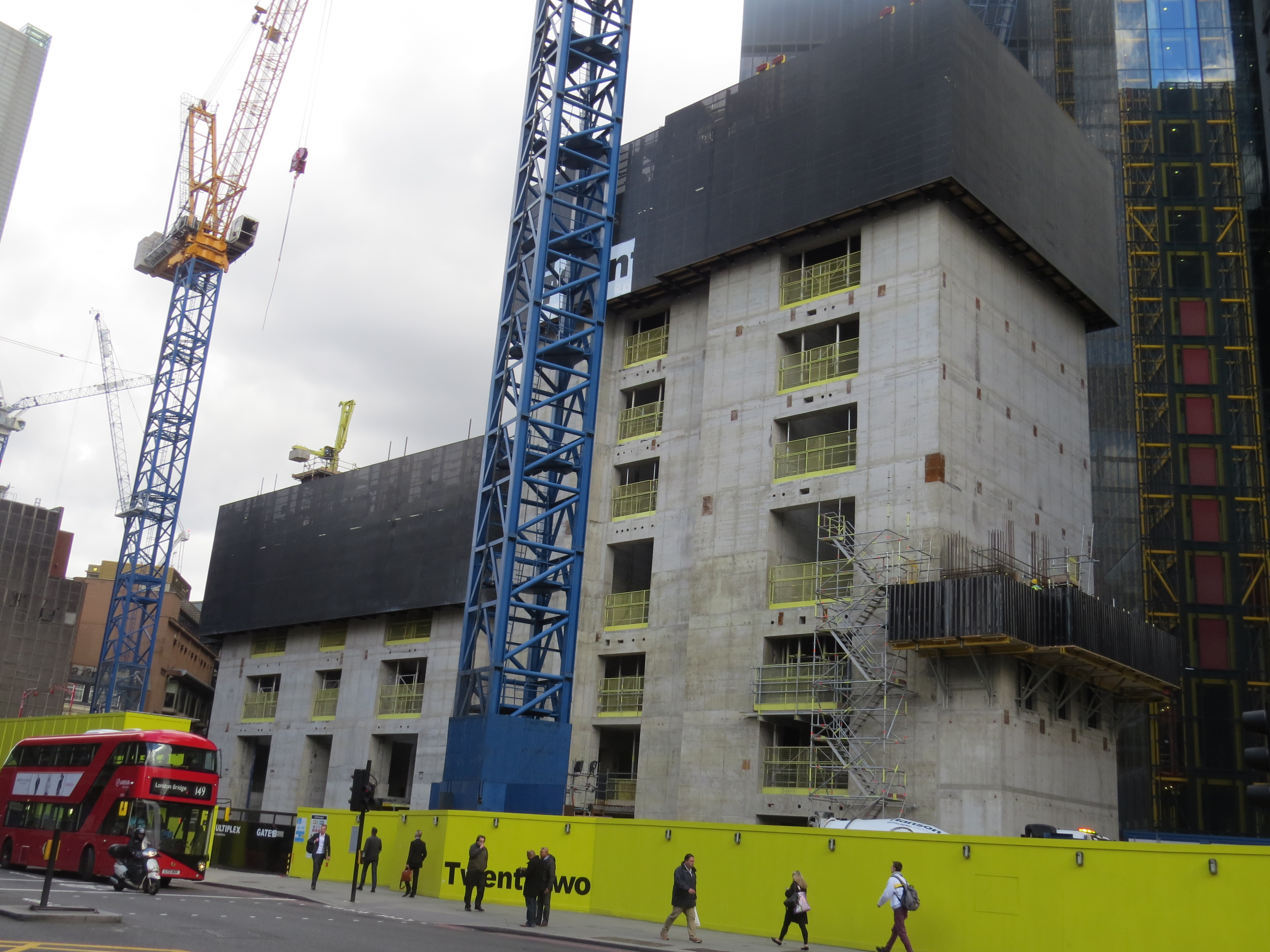
22 Bishopsgate, Říjen 2016
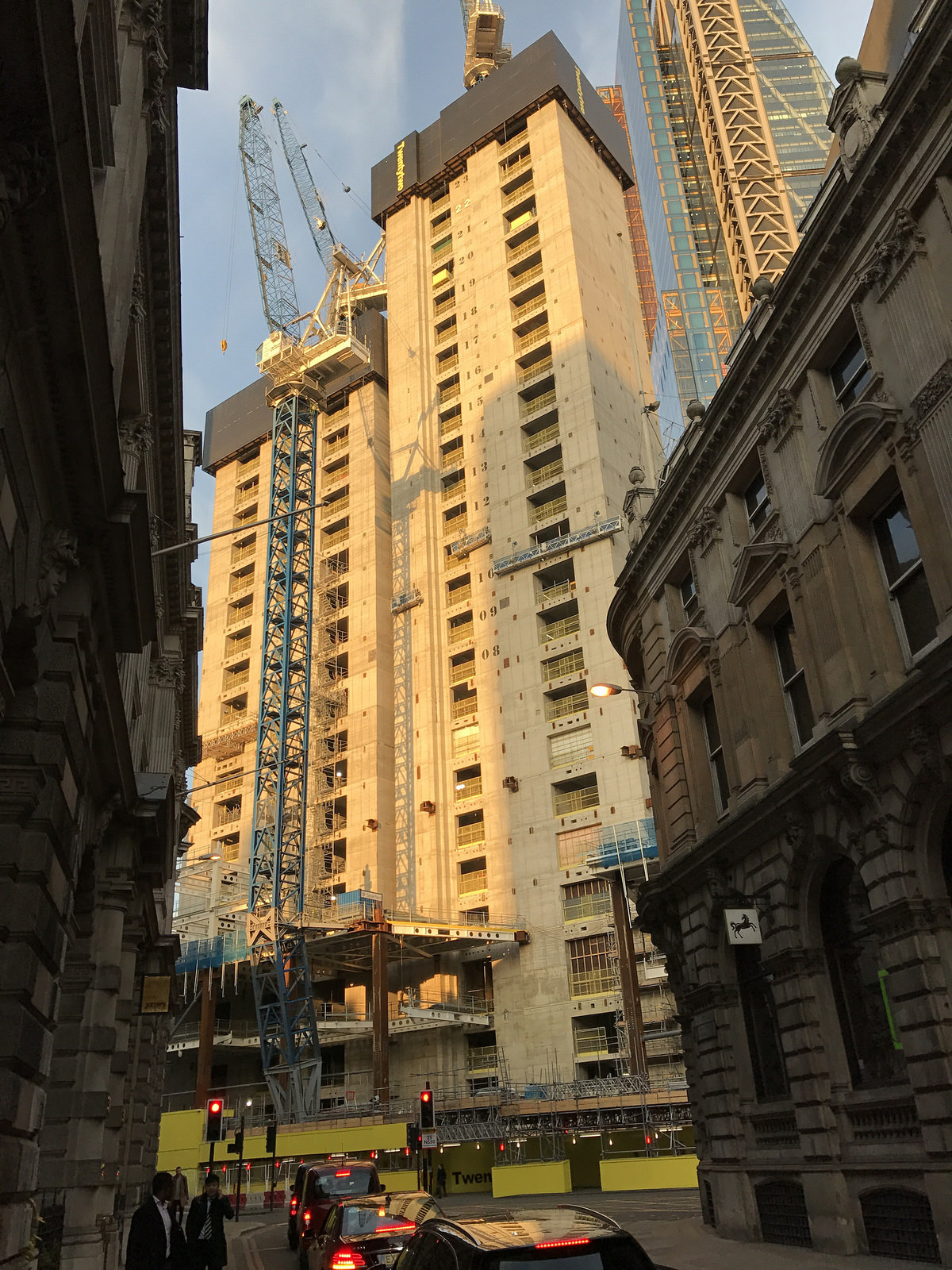
22 Bishopsgate, květen 2017
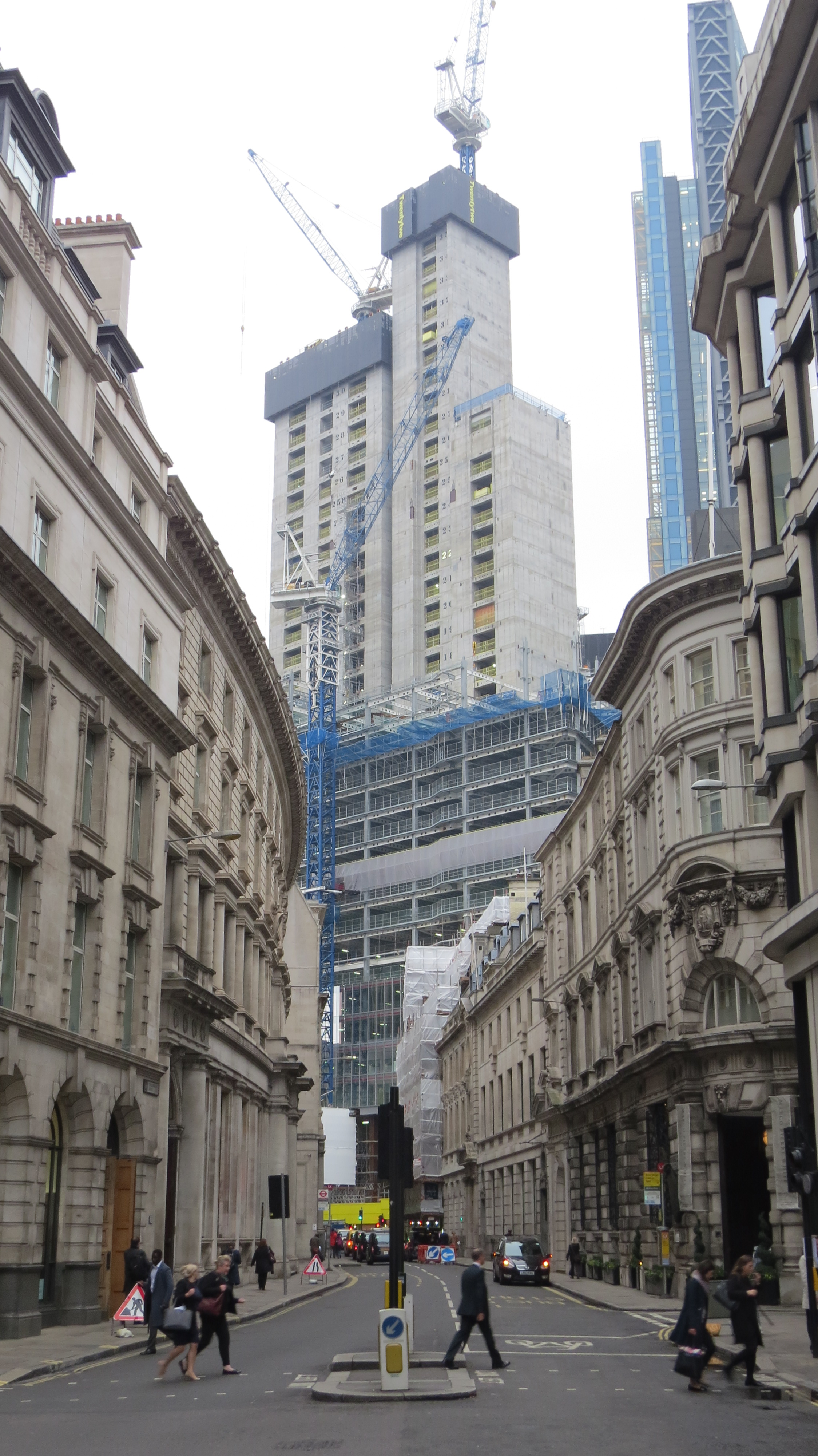
22 Bishopsgate, Říjen 2017
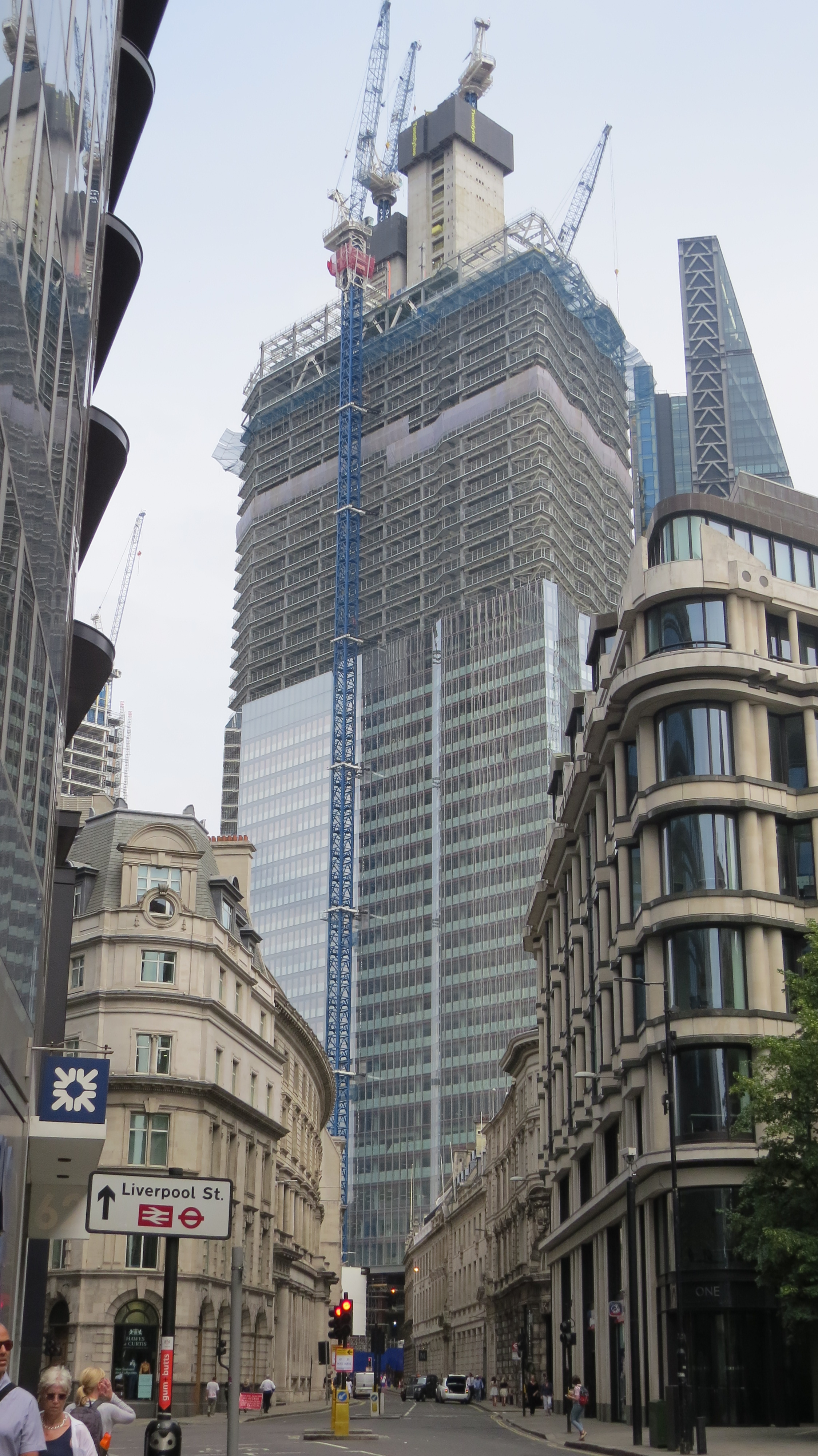
22 Bishopsgate, červen 2018
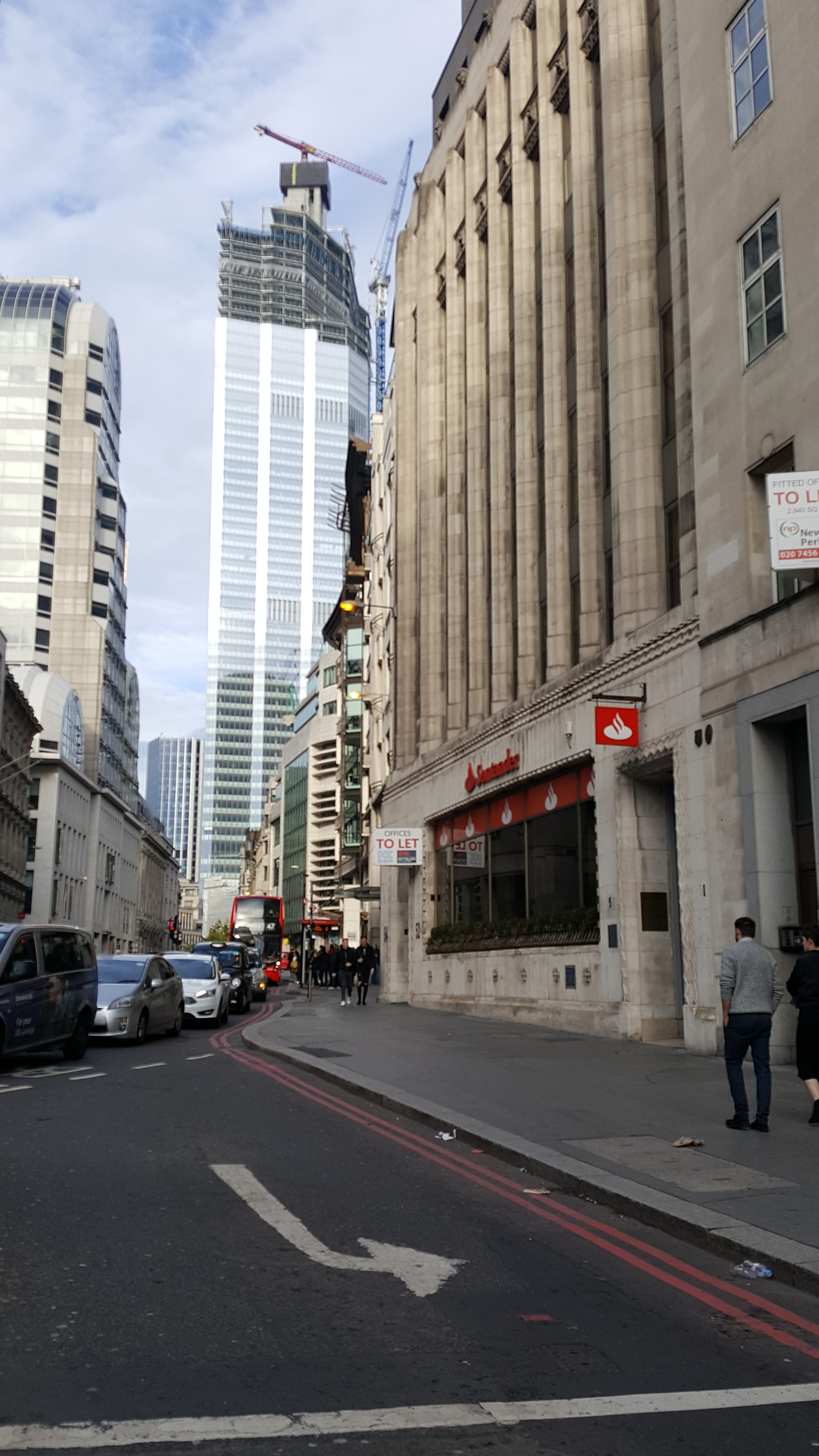
22 Bishopsgate, listopad 2018
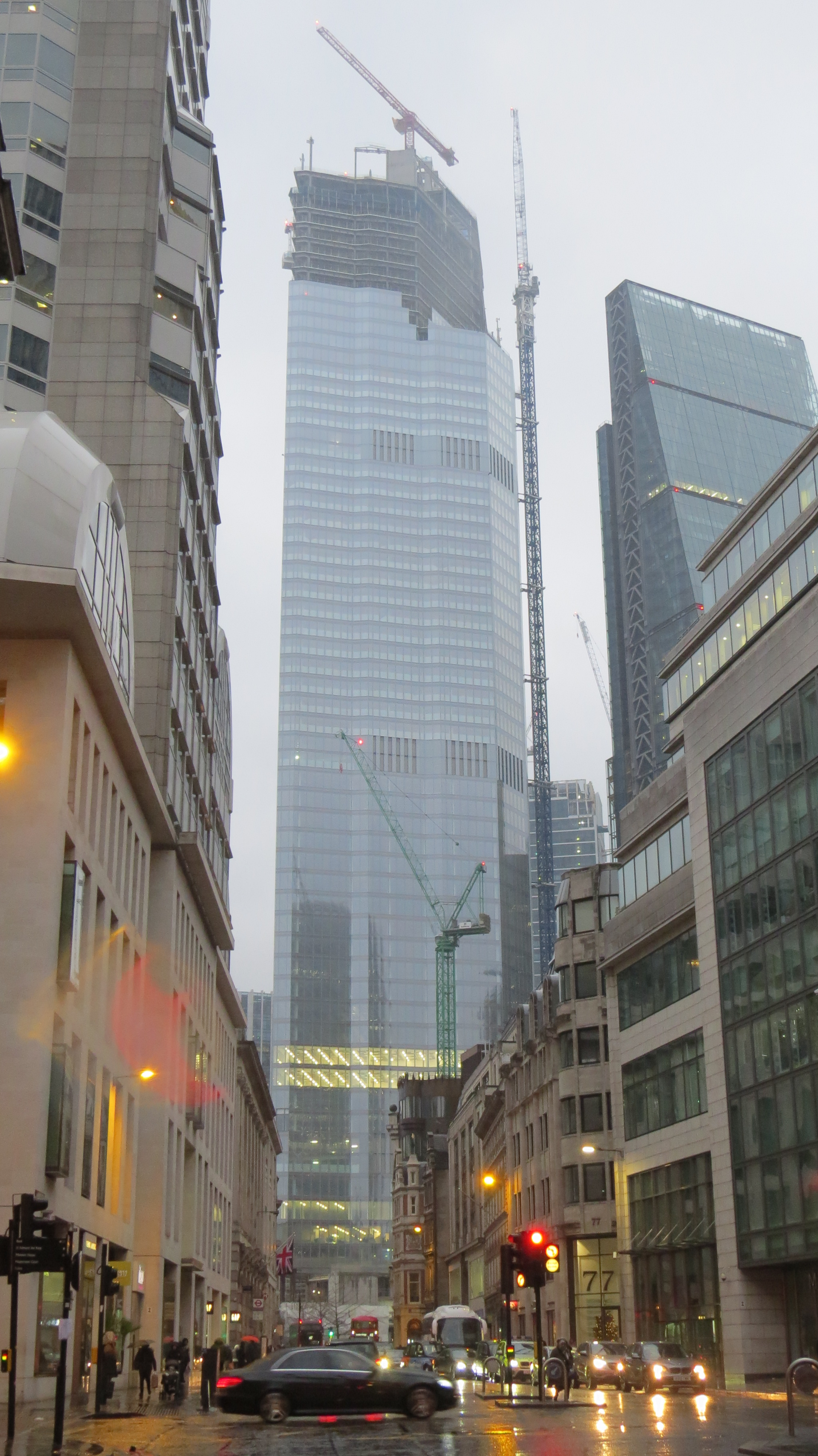
22 Bishopsgate, prosinec 2018
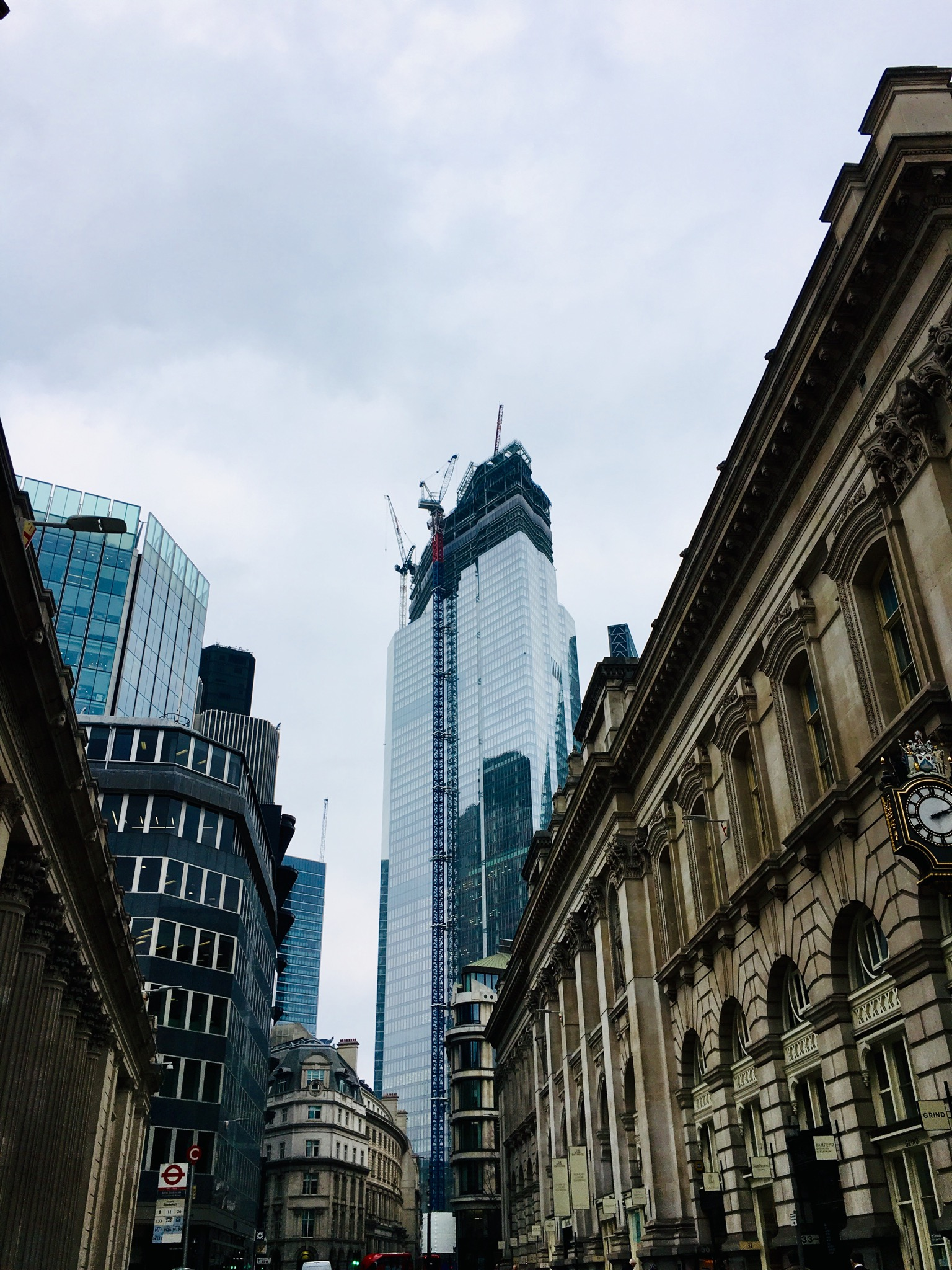
22 Bishopsgate, březen 2019
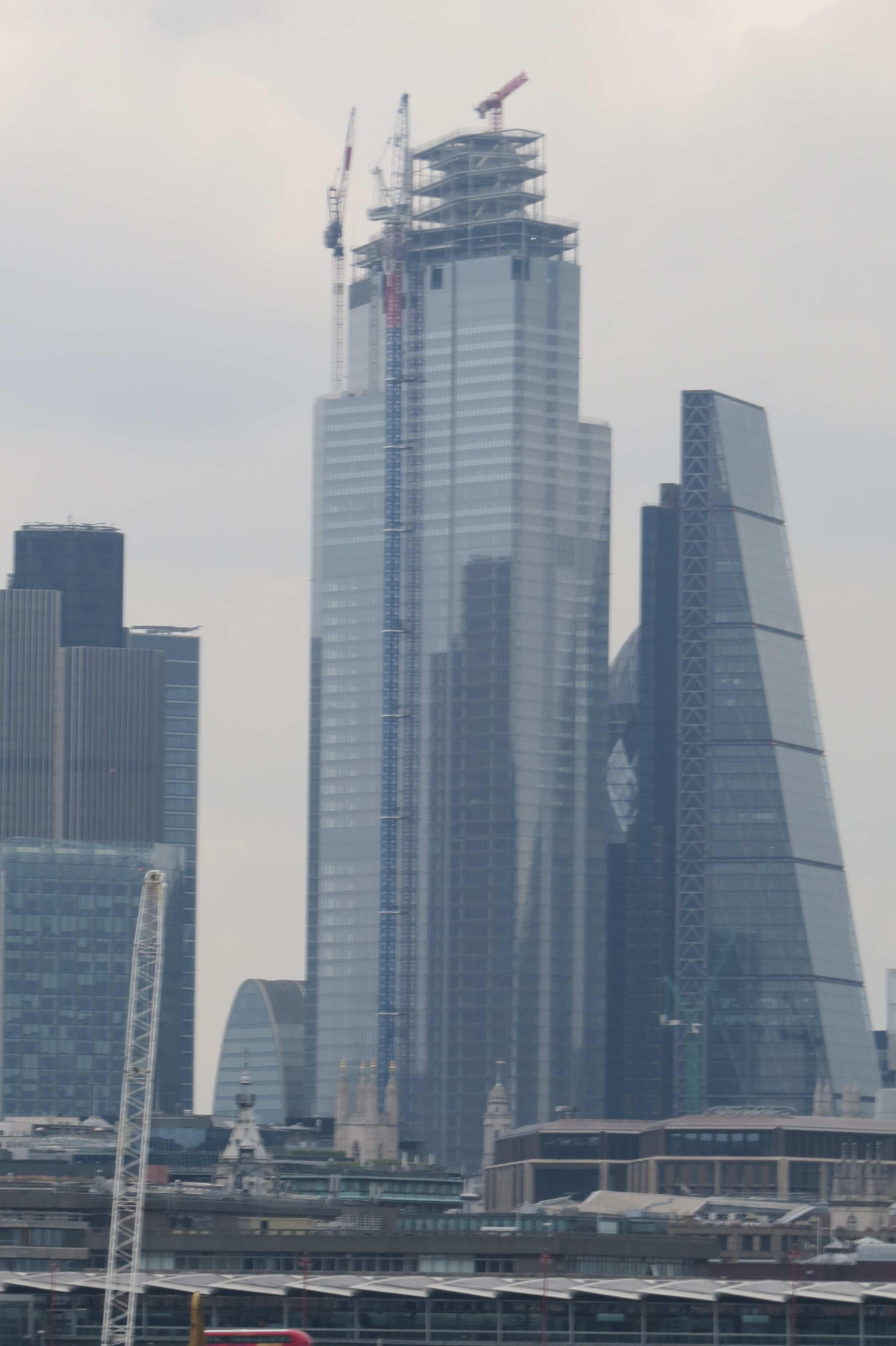
22 Bishopsgate, květen 2019
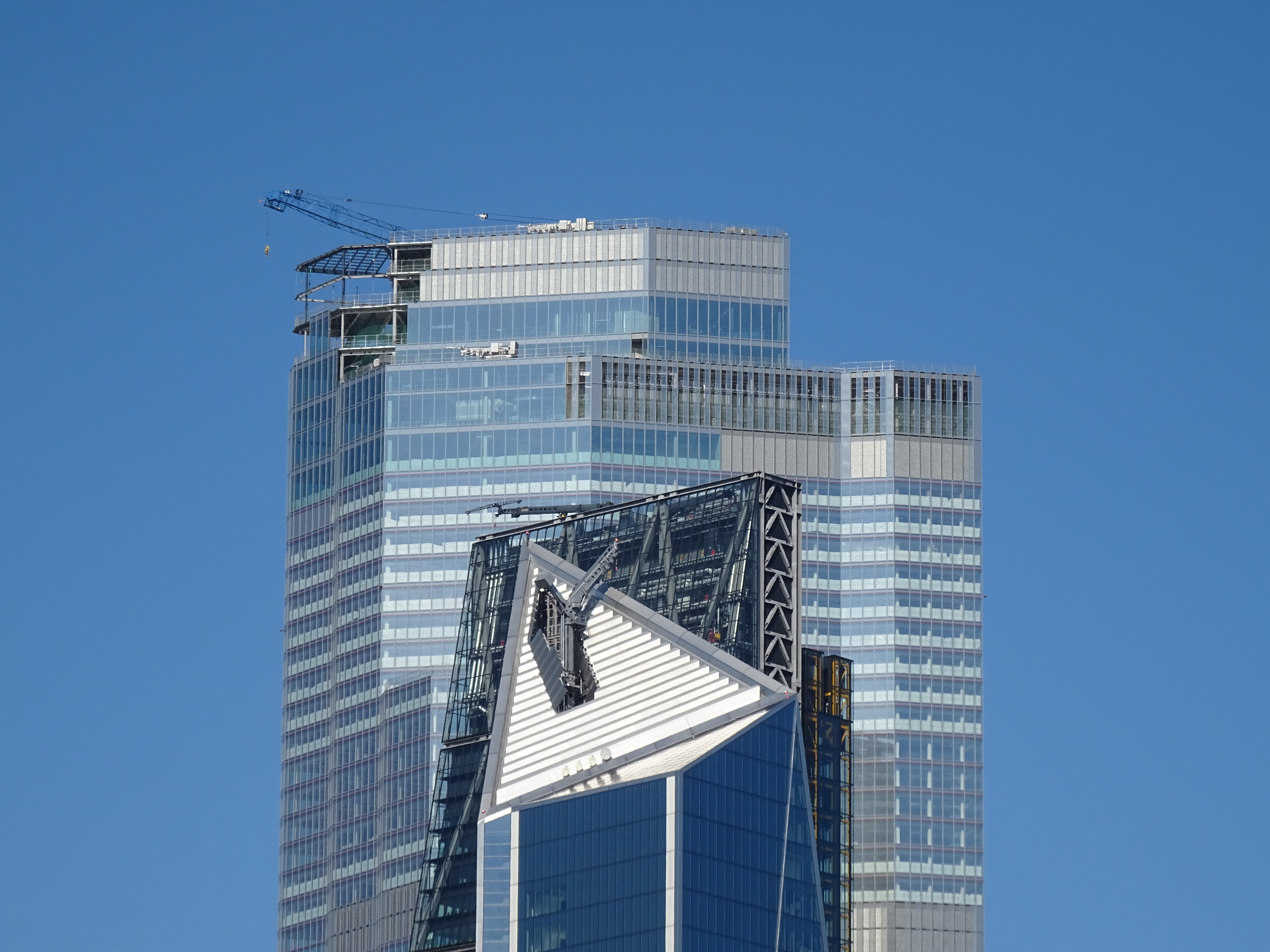
22 Bishopsgate, září 2019 (blíží se dokončení)
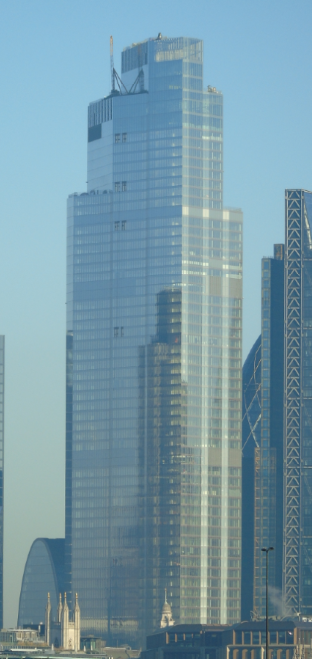
22 Bishopsgate, prosinec 2019
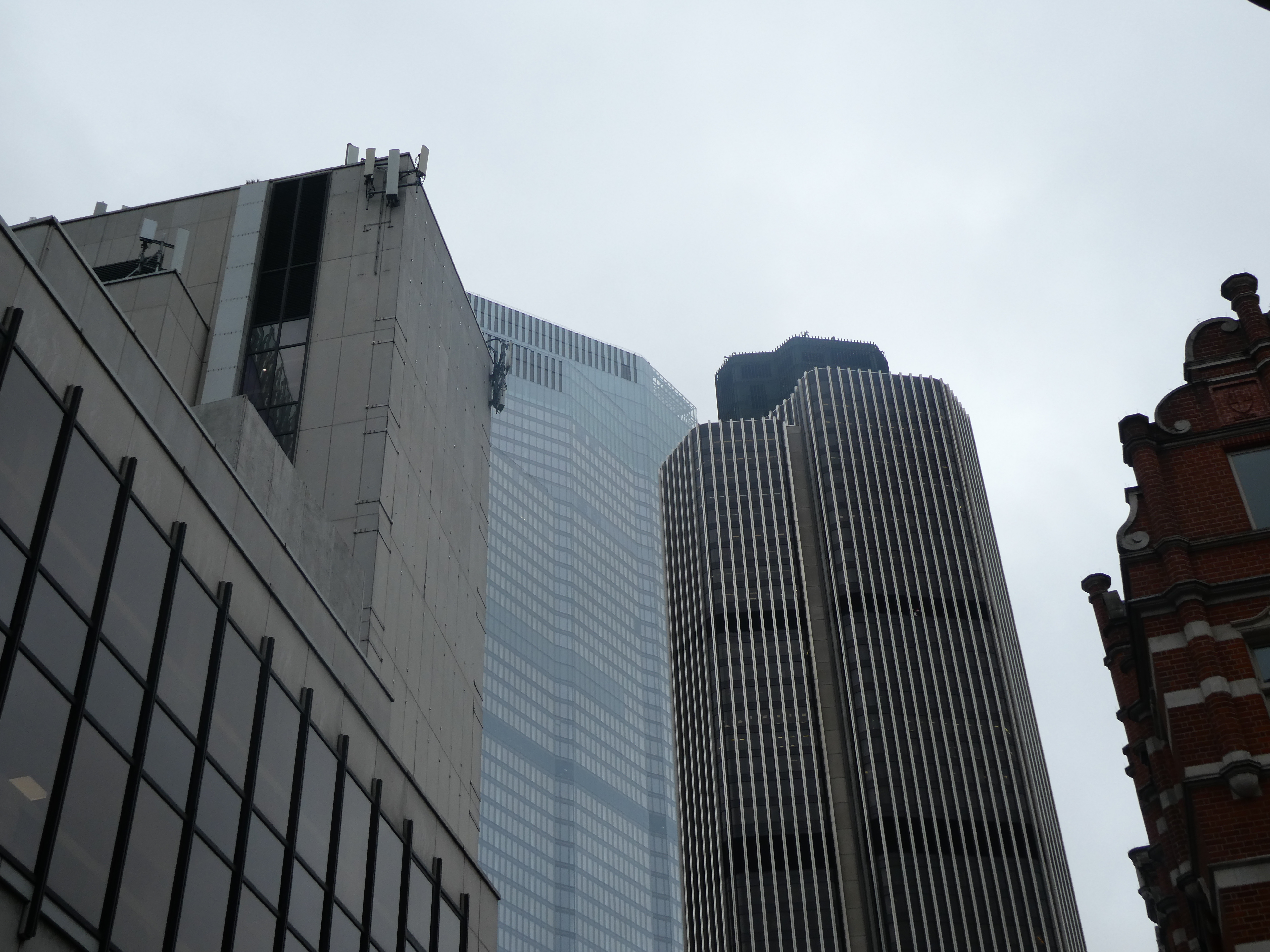
22 Bishopsgate mimo jiné budovy, únor 2020
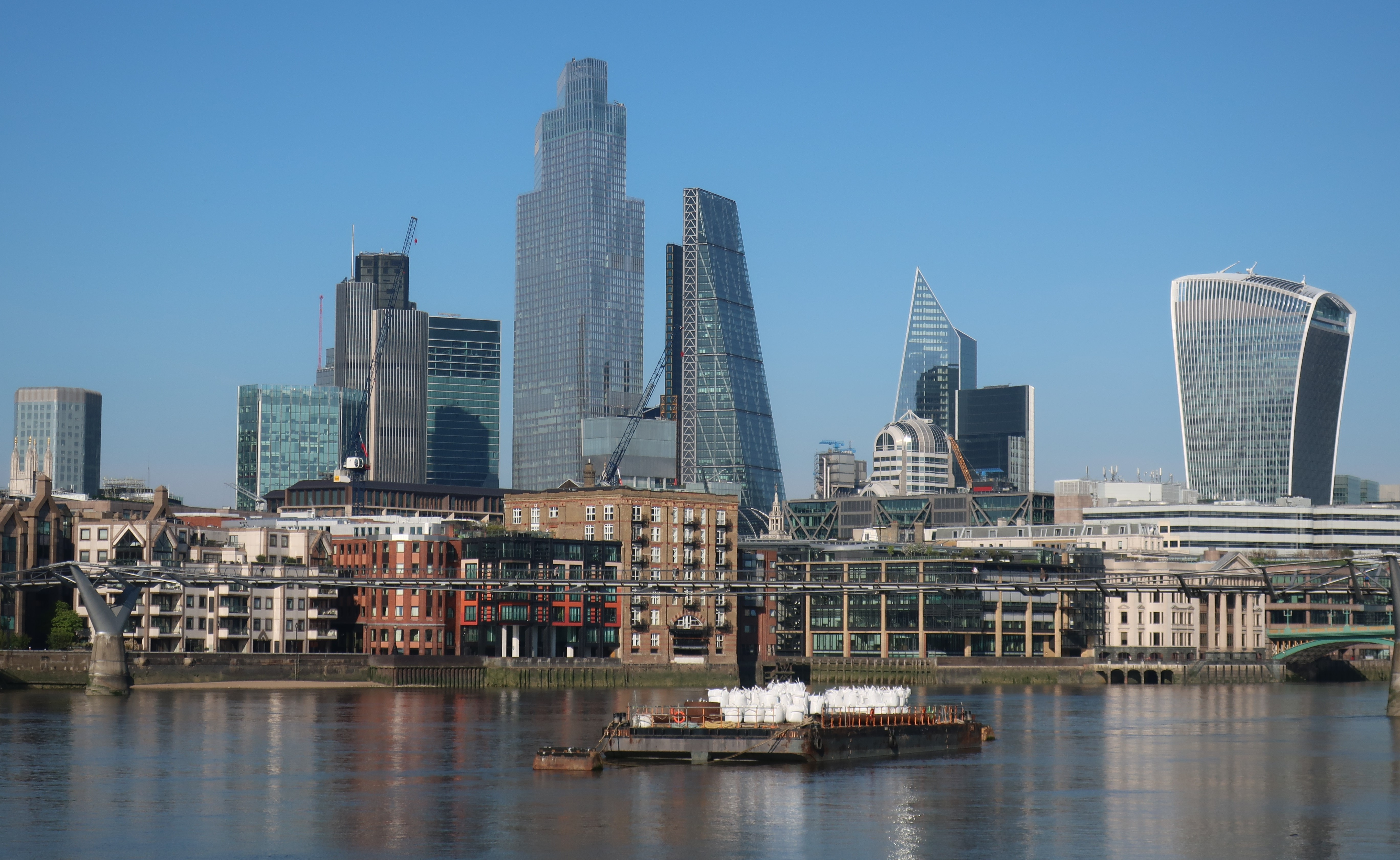
Panorama City of London při pohledu z Bankside, s 22 Bishopsgate, duben 2020
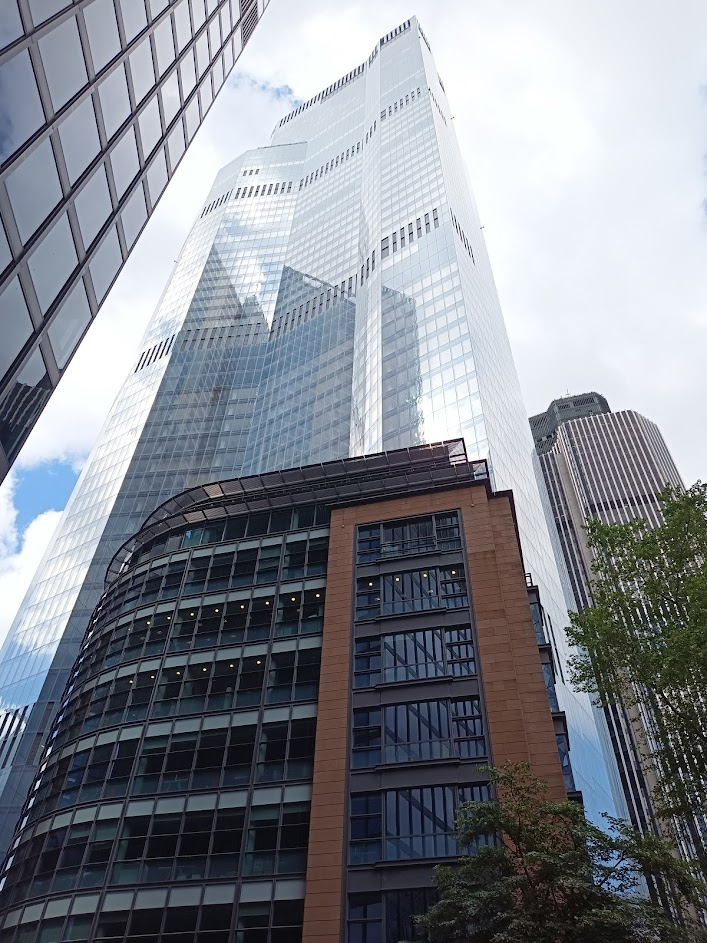
22 Bishopsgate při pohledu z Undershaft, srpen 2020
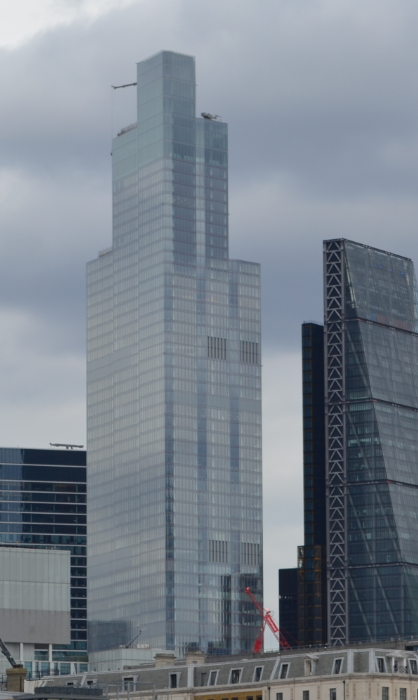
22 Bishopsgate, září 2020
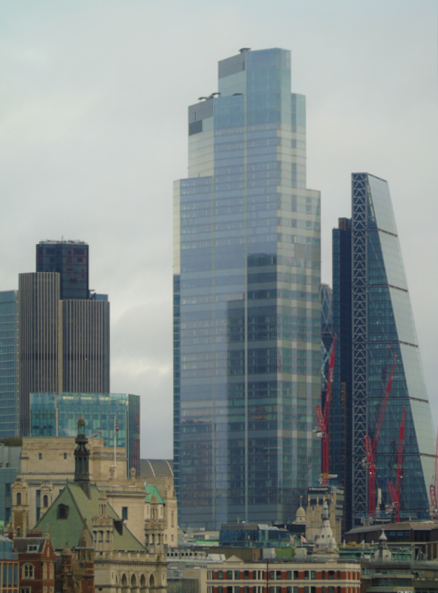
22 Bishopsgate, prosinec 2020